# Circoscrizione Francia sud-occidentale

Circoscrizioni elettorali europee della Francia.

La Circoscrizione sud-occidentale è uno dei collegi elettorali in cui è suddivisa la Francia per l'elezione del Parlamento europeo. Essa coincide con l'area coperta dalle Regioni dell'Aquitania, Linguadoca-Rossiglione, e Mezzogiorno-Pirenei.
Il collegio comprende una popolazione di circa 8.200.000 abitanti, ed elegge 10 eurodeputati (con una rappresentanza di 1 deputato ogni 819.000 persone).